# Grammitis synsora
Grammitis synsora är en stensöteväxtart som först beskrevs av Bak., och fick sitt nu gällande namn av Edwin Bingham Copeland. Grammitis synsora ingår i släktet Grammitis och familjen Polypodiaceae. Inga underarter finns listade.